# The Hellacopters
The Hellacopters ist eine schwedische Band, die schnellen, melodischen Hard- und Sleazerock mit Rock-’n’-Roll-Einflüssen spielt. Die Gruppe gilt als eine wichtige „neue“ Rock-Band Skandinaviens. Sie stellte neben Gluecifer, Turbonegro und den Backyard Babies den vierten Pfeiler des Mitte der 1990er Jahre losgebrochenen Skandinavien-Rocks dar. Nach der Auflösung im Jahr 2008 wurde im Jahr 2016 zunächst mit einem exklusiven Auftritt beim Sweden Rock Festival die Wiedervereinigung in Originalbesetzung begangen.

## Bandgeschichte

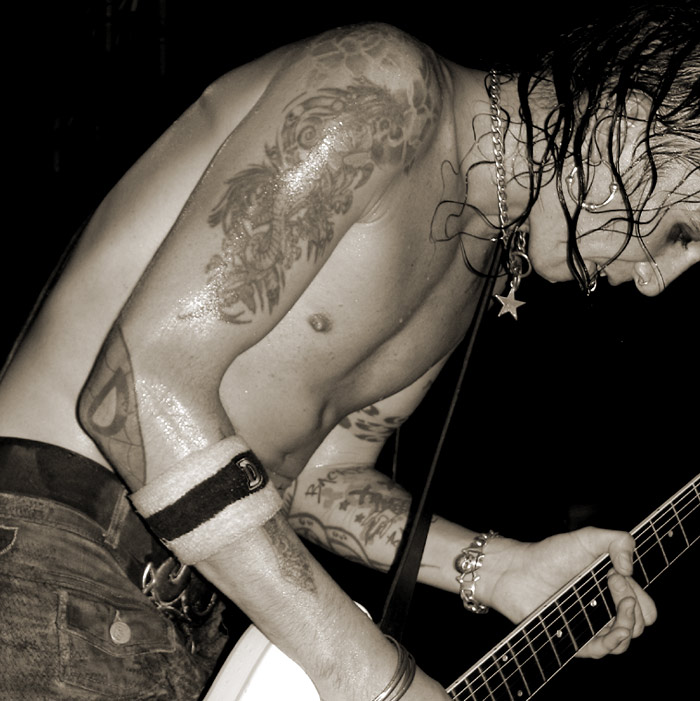
Originalgitarrist und Gründungsmitglied Dregen live

1994 wurden in Schweden die Hellacopters gegründet. Gründungsmitglieder waren der ehemalige Entombed-Schlagzeuger Nicke Andersson (Gitarre, Lead-Gesang) sowie die drei ehemaligen Entombed-Roadies Kenny Håkansson (Bass), Robert Erickson (Schlagzeug) und Dregen (Gitarre), der Leadgitarrist der schwedischen Band Backyard Babies ist. 1996 entstand das Debütalbum Supershitty to the Max!, das in nur drei Tagen aufgenommen und abgemischt wurde. Mit diesem Album konnte sich die Band erstmals in die Reihe skandinavischer Retro-Rocker etablieren. Mit dem Album Payin’ the Dues 1997 hatte die Band auch in den USA Erfolg. Nachdem die Hellacopters 1998 noch die EP Disappointment Blues aufgenommen hatten, verließ Gitarrist Dregen die Band, um sich ausschließlich seiner alten Band, den Backyard Babies, zu widmen. Nach einer kurzen Phase der Besetzungswechsel auf der nun freien Position des Gitarristen (unter anderem durch den Keyboarder Anders Lindström) bekam Robert Dahlqvist (u. a. Thunder Express) den Job. Mit ihm nahmen die Hellacopters die Alben Grande Rock, High Visibility, By the Grace of God und Rock & Roll Is Dead auf. Nach dem Weggang Dregens orientierte sich Bandleader Nicke Andersson zunehmend an bluesigem, souligem Retro-Sound, der auf dem Album Rock & Roll Is Dead am deutlichsten verarbeitet wurde und den rauen, ungeschliffenen Punksound der Anfangstage ablöste.
Die Hellacopters machten sich weltweit einen Namen und spielten unter anderem im Vorprogramm der Rolling Stones und KISS.
Am 26. Juni 2007 erschien ihre Single The Same Lame Story exklusiv als CD-Beilage der schwedischen Musikzeitschrift Denimzine auf dem schwedischen Markt. Im Juli wurde diese Single auch als 7"-Schallplatte bei Bootleg Booze Records veröffentlicht.
Am 13. Oktober 2007 gab die Band bekannt, dass sie sich nach Veröffentlichung des siebten regulären Studioalbums und einer Europa-Tour auflösen werde. Das Album erschien im April 2008 und trägt den Namen Head Off. Die Abschiedstournee folgte im September und Oktober 2008.
Der Abschiedskonzertmarathon, der insgesamt vier Konzerte in zwei Tagen umfasste, wurde als Livestream auf Myspace übertragen.
Am 3. November 2015 gab die Band auf ihrer Facebookseite bekannt, dass sich die Originalbesetzung zum 20-jährigen Jubiläum des ersten Albums „Supershitty to the Max!“ für einen einmaligen Auftritt auf dem Sweden Rock Festival im Juni 2016 reformieren wird.
Am 3. Februar 2017 verstarb Gitarrist Robert Dahlqvist im Alter von 40 Jahren.
Am 28. Juni 2017 trat die Band beim Roskilde-Festival in Dänemark auf, wo Gründungsmitglied Dregen wieder den Platz des verstorbenen Dahlqvist an der Gitarre einnahm. Es folgten weitere Konzerte, unter anderem im Vorprogramm der Rolling Stones am 12. Oktober in Stockholm. Weitere Termine für 2017 und 2018 wurden bereits auf der Facebookseite der Band angekündigt.

## Stil
Ihre Musik wurde unter anderem von Rock-, Soul-, Garagen- und Rock-’n’-Roll-Bands der 1960er und 70er wie beispielsweise Kiss und MC5 inspiriert. Die Songs wurden größtenteils von Nicke Andersson geschrieben, aber auch von Eriksson, Dahlqvist, Lindström und Håkansson.

## Nebenprojekte

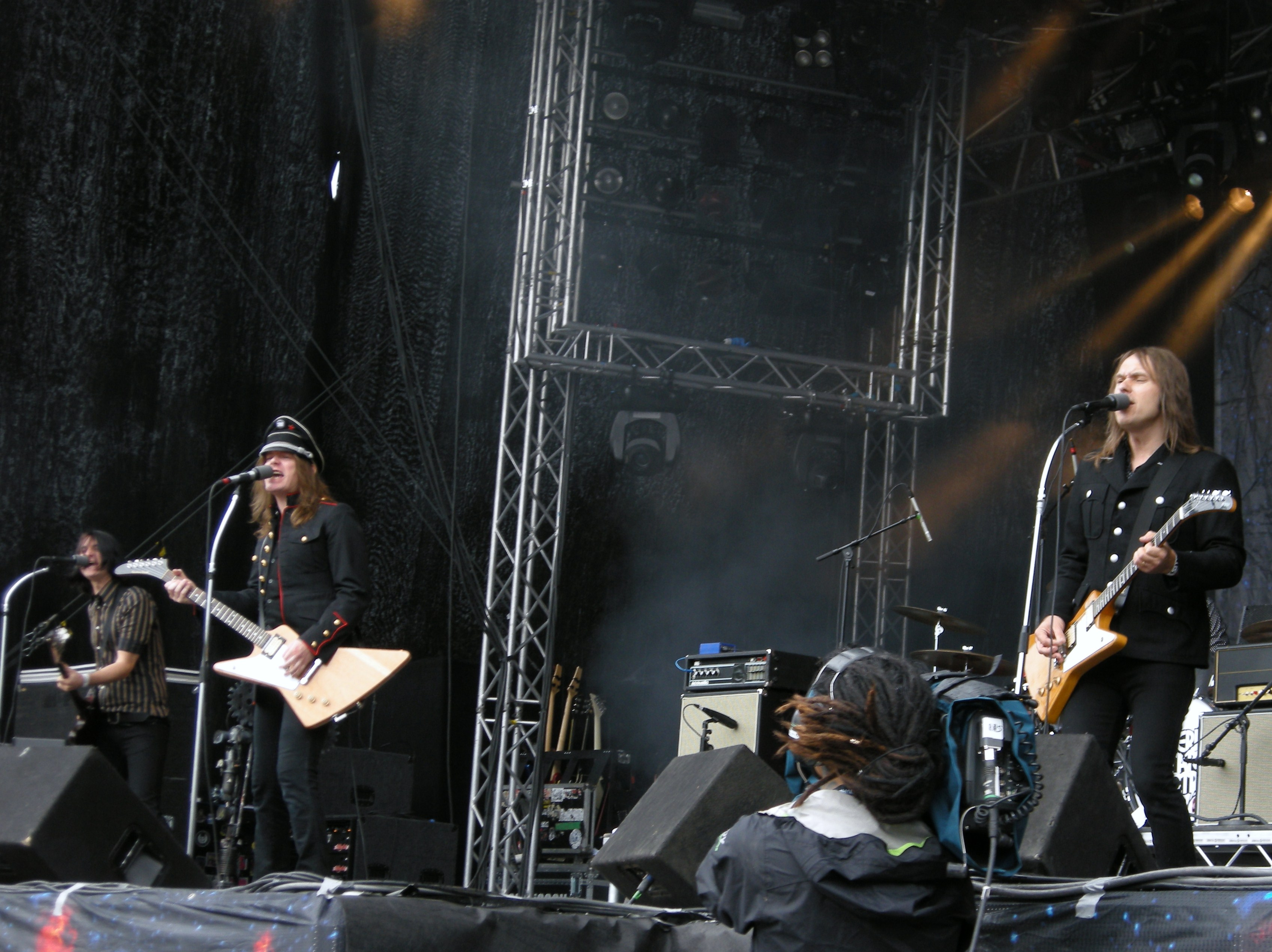
Nicke Andersson während eines Auftritts mit Imperial State Electric

Einige der Bandmitglieder gründeten eine Vielzahl anderer Bands und Nebenprojekte, wieder verlassen oder teilweise „mitbetreut“. Nicke Andersson spielte bereits mit Scott Morgan, dem ehemaligen Sänger der Sonic’s Rendezvous Band, zusammen bei den Hydromatics, und nun bei „The Solution“, wo er wie bei der Metalband „Death Breath“ wieder selbst hinter dem Schlagzeug sitzt. Ebenfalls ist Nicke Andersson auf dem Album von Boozed One Mile mit einem Gastbeitrag zu hören. Schlagzeuger Robert Erickson gründete die schwedische Garagenband „The Sewergrooves“. Gitarrist Robert Dahlqvist spielte in der Gitarrenband „Thunder Express“. Keyboarder Anders Lindström tritt gelegentlich als Gitarrist der Glamrock-Band „Diamond Dogs“, die ebenfalls immer noch Alben veröffentlicht, in Erscheinung.

## Diskografie

### Alben
| Jahr | Titel                   | Höchstplatzierung, Gesamtwochen, AuszeichnungChartplatzierungen (Jahr, Titel, Platzierungen, Wochen, Auszeichnungen, Anmerkungen) | Höchstplatzierung, Gesamtwochen, AuszeichnungChartplatzierungen (Jahr, Titel, Platzierungen, Wochen, Auszeichnungen, Anmerkungen) | Höchstplatzierung, Gesamtwochen, AuszeichnungChartplatzierungen (Jahr, Titel, Platzierungen, Wochen, Auszeichnungen, Anmerkungen) | Höchstplatzierung, Gesamtwochen, AuszeichnungChartplatzierungen (Jahr, Titel, Platzierungen, Wochen, Auszeichnungen, Anmerkungen) | Anmerkungen                              |
| Jahr | Titel                   | SE | DE | AT | CH | Anmerkungen                              |
| ---- | ----------------------- | --- | --- | --- | --- | ---------------------------------------- |
| 1996 | Supershitty to the Max! | SE32 (7 Wo.)SE | — | — | — | Erstveröffentlichung: 1. Juni 1996       |
| 1997 | Payin’ the Dues         | SE19 (6 Wo.)SE | — | — | — | Erstveröffentlichung: 1. Oktober 1997    |
| 1999 | Grande Rock             | SE10 (5 Wo.)SE | — | — | — | Erstveröffentlichung: 17. Mai 1999       |
| 2000 | High Visibility         | SE5 Gold · (12 Wo.)SE | — | — | — | Erstveröffentlichung: 16. Oktober 2000   |
| 2002 | By the Grace of God     | SE2 Gold · (12 Wo.)SE | — | — | — | Erstveröffentlichung: 18. September 2002 |
| 2005 | Rock & Roll Is Dead     | SE3 (12 Wo.)SE | — | — | — | Erstveröffentlichung: 6. Juni 2005       |
| 2008 | Head Off                | SE4 (11 Wo.)SE | — | — | — | Erstveröffentlichung: 18. April 2008     |
| 2022 | Eyes of Oblivion        | SE1 (2 Wo.)SE | DE3 (2 Wo.)DE | AT21 (1 Wo.)AT | CH11 (1 Wo.)CH | Erstveröffentlichung: 1. April 2022      |
| 2024 | Grande Rock Revisited   | SE10 (6 Wo.)SE | DE18 (1 Wo.)DE | — | — | Erstveröffentlichung: 16. Februar 2024   |
| 2025 | Overdriver              | SE1 (1 Wo.)SE | DE6 (1 Wo.)DE | AT52 (1 Wo.)AT | CH24 (1 Wo.)CH | Erstveröffentlichung: 31. Januar 2025    |

### Splitalben
| Jahr | Titel            | Höchstplatzierung, Gesamtwochen, AuszeichnungChartsChartplatzierungen (Jahr, Titel, Platzierungen, Wochen, Auszeichnungen, Anmerkungen) | Anmerkungen                                        |
| Jahr | Titel            | SE | Anmerkungen                                        |
| ---- | ---------------- | --- | -------------------------------------------------- |
| 1997 | Respect the Rock | SE49 (1 Wo.)SE | Erstveröffentlichung: 1. August 1997 mit Gluecifer |

Weitere Splitalben
- 1999: Respekt the Rock America (mit Gluecifer)

### Kompilationen
| Jahr | Titel                     | Höchstplatzierung, Gesamtwochen, AuszeichnungChartsChartplatzierungen (Jahr, Titel, Platzierungen, Wochen, Auszeichnungen, Anmerkungen) | Anmerkungen                            |
| Jahr | Titel                     | SE | Anmerkungen                            |
| ---- | ------------------------- | --- | -------------------------------------- |
| 2002 | Cream of the Crap Vol. I  | SE31 (3 Wo.)SE | Erstveröffentlichung: 23. Januar 2002  |
| 2004 | Cream of the Crap Vol. II | SE31 (2 Wo.)SE | Erstveröffentlichung: 25. Februar 2004 |
| 2006 | Air Raid Serenades        | SE13 (4 Wo.)SE | Erstveröffentlichung: 21. August 2006  |

### EPs
- 1998: Disappointment Blues
- 2001: Geekstreak (nur in Japan veröffentlicht)
- 2004: Strikes Like Lightning
- 2022: Through the Eyes Of …

### Singles
| Jahr | Titel Album                                        | Höchstplatzierung, Gesamtwochen, AuszeichnungChartsChartplatzierungen (Jahr, Titel, Album, Platzierungen, Wochen, Auszeichnungen, Anmerkungen) | Anmerkungen                                         |
| Jahr | Titel Album                                        | SE | Anmerkungen                                         |
| ---- | -------------------------------------------------- | --- | --------------------------------------------------- |
| 1997 | Soulseller Payin’ the Dues                         | SE36 (4 Wo.)SE |                                                     |
| 1998 | Hey! Payin’ the Dues                               | SE53 (1 Wo.)SE |                                                     |
| 1999 | The Devil Stole the Beat from the Lord Grande Rock | SE50 (1 Wo.)SE |                                                     |
| 1999 | Move Right Out of Here Grande Rock                 | SE49 (1 Wo.)SE |                                                     |
| 2000 | Toys and Flavors High Visibility                   | SE36 (4 Wo.)SE |                                                     |
| 2001 | No Song Unheard High Visibility                    | SE40 (2 Wo.)SE |                                                     |
| 2002 | By the Grace of God                                | SE13 (7 Wo.)SE |                                                     |
| 2005 | Everything’s on T.V. Rock & Roll Is Dead           | SE33 (7 Wo.)SE |                                                     |
| 2005 | I’m in the Band Rock & Roll Is Dead                | SE32 (1 Wo.)SE |                                                     |
| 2007 | The Same Lame Story Head Off                       | SE16 (1 Wo.)SE |                                                     |
| 2008 | In the Sign of the Octopus Head Off                | SE57 (1 Wo.)SE | Erstveröffentlichung: 19. März 2008                 |
| 2008 | Darling, Darling Head Off                          | SE42 (3 Wo.)SE | Erstveröffentlichung: 5. September 2008             |
| 2023 | En valsmelodi –                                    | SE51 (1 Wo.)SE | Erstveröffentlichung: 13. Oktober 2023 mit Thäström |
| 2024 | Leave a Mark Overdriver                            | — | Erstveröffentlichung: 15. November 2024             |

Weitere Singles
- 1995: Killing Allan
- 1995: 1995
- 1996: What Are You
- 1996: (Gotta Get Some Action) Now!
- 1996: Misanthropic High
- 1997: Riot on the Rocks
- 1997: City Slang
- 1997: Like No Other Man
- 1997: Looking at Me
- 1999: Dirty Women
- 1999: Twist Action
- 1999: Doggone Your Bad Luck Soul
- 1999: Down Right Blue
- 1999: Scott Morgan & The Hellacopters
- 2000: It’s Not a Long Way Down
- 2000: Hopeless Case of a Kid in Denial
- 2000: Geekstreak
- 2002: Carry Me Home

### Sampler / Beiträge für Kompilationen
- 1997: Ferrytale auf Swedish Sins
- 1998: Hey (Live) auf Gearfest! – 100 % Live Scandinavian Rock ’n’ Roll
- 1999: Venus in Force auf Up in Flames
- 2000: Bullet auf Hell on Earth – A Tribute to the Misfits
- 2001: Toys and Flavors auf Lords of the Boards 2001
- 2003: What’d Ya Do auf The Song Ramones the Same (Tribute)
- 2005: By the Grace of God auf Liquor and Poker (Label-Sampler)